# هوغو بارغاس
هوغو بارغاس (22 أكتوبر 1986 بليون في فرنسا - ) (بالفرنسية: Hugo Christophe Bargas) هو لاعب كرة قدم فرنسي في مركز الهجوم. لعب مع بي إي سي زفوله وخيمناستيك طركونة ودي غرافشاب ونادي كريمونيسي وأورينتي بيتروليرو وديبورتيفو كوينكا ونادي أتليتكو للبنين ‏ ونادي بلومينغ.

## روابط خارجية
- هوغو بارغاس على موقع قاعدة بيانات كرة القدم.إي يو (الإنجليزية)
- هوغو بارغاس على موقع ليكيب (الفرنسية)
- هوغو بارغاس على موقع Soccerway.com (الإنجليزية)
- هوغو بارغاس على موقع AS.com (الإسبانية)